# Laguna Blanca (Chile-Perú)
Laguna Blanca es un salar ubicado en el límite internacional entre Chile y Perú, dentro del llamado Altiplano andino. Ocupa una superficie de 19,5 km², de los cuales dos terceras partes del salar se encuentran en el peruano Departamento de Tacna y un tercio en la chilena Región de Arica y Parinacota. Con una orientación suroeste-noreste y de forma irregular, el salar se eleva a una altitud de 4253 m sobre el nivel del mar.
Actualmente esta laguna tiene su circulación natural alterada por el flujo de caudal desde el río Uchusuma causado por el desvío de aguas del río Uchusuma hacia el río Caplina.: 87 

## Descripción
Laguna Blanca se encuentra rodeada por los imponentes volcanes Tacora (5 988 m), Chupiquiña (5 805 m), y otros aparatos volcánicos inactivos en etapa de erosión como El Fraile, Huancune, Cóndor Pico, Queñuta, Quiquisana y Pacocahua, cuyas elevaciones superan a la laguna blanca entre 1 000 a 1 600 m s. n. m. Este salar recibe aguas cargadas de minerales transportados por quebradas que desembocan por sus riberas norte y oeste. La más notable es la quebrada Queñuta que se origina en la falda oriental del nevado Huancune (5 567 m) y transporta los caudales hacia la quebrada Venada y esta, a su vez, a la laguna. Otro tributario, poco menos importante, nace en el lado oriental del cerro Quiquisana. El emisario de la laguna, que toma el nombre de quebrada Ancuyo, nace de su extremo norte y recorre sólo 3 km en dirección al noreste al encuentro del río Uchusuma.
El salar Laguna Blanca se caracteriza por el contenido de boratos, magnesio, potasio y litio, tales minerales se encuentran formando una costra en toda la superficie de la laguna, la cual se seca por completo después de la temporada de lluvias. 
Del lado chileno se accede al salar Laguna Blanca por la Ruta A-23, mientras que por el lado peruano se accede por la Ruta nacional PE-40. Por el borde sur del salar pasa una línea ferroviaria, que parte de la ciudad chilena de Arica, atraviesa el límite internacional con Bolivia a través del paso Visviri y, por último, arriba a la capital boliviana de La Paz.

## Historia
Luis Risopatrón la describe en su Diccionario jeográfico de Chile (1924):: 82 
Blanca (Laguna). Es de mediana estensión, afloran en ella sales de soda i se encuentra aunos 4200 m de altitud, en la banda S de la parte superior del río Uchusuma, del que es tributario.

## Población, economía y ecología
A fines del siglo XIX se construyó un canal de 46 km de longitud para desviar las aguas del río Uchusuma hacia el río Caplina para servir a la agricultura del valle de Tacna. Este canal es llamado el canal Uchusuma Antiguo. Posteriormente este canal quedó en desuso cuando se construyó un peralte (elevación adicional) del portezuelo Colpas y un desagüe de la laguna Blanca hacia el Uchusuma a través del portezuelo existente entre la laguna y el río Caracarani (o Lluta superior) que cruza posteriormente el río Azufre por medio de un sifón y un túnel de 1250 m que atraviesa la sierra de Guaylillas. El canal tiene una longitud de 31 km y descarga sus aguas en la quebrada Palcota que pertenece a la cuenca del río Caplina.: 89 